# Russula lilacea
Russula lilacea Quél., Bull. Soc. bot. Fr. (1876).
La Russula lilacea è una Russula di taglia medio-piccola, con spore biancastra in massa, carne dolce e gambo spesso con sfumature rosee.

## Descrizione della specie
Cappello
Fino a 5 cm di diametro, prima convesso, subito piano con lieve depressione centrale, spesso gibboso, irregolare, asimmetrico rispetto al gambo.
cuticolaseparabile più della metà, di colore rosa-lilla, rosso-vinoso, con macchie più scure al centro, opaca col tempo secco, vellutata fioccosa.
marginepiù o meno striato, spesso lobato.
Lamelle
Fitte, con qualche lamellula, anastomosate, bianche, scurenti in vecchiaia.
Gambo
Leggermente allargato alla base, pieno, presto cavo, bianco con leggere sfumature rosa.
Carne
Bianca con tendenza a ingrigire.
- Odore: impercettibile.
- Sapore: dolce.

Microscopia
Spore7,2-6,7 µm, con aculei isolati (0,6-0,8 µm), bianche in massa.
Pileipellispeli larghi 2,4-4 µm ed ife incrostate molto lunghe, plurisettate, larghe 3-5 µm.

## Reazioni macrochimiche
La reazione al guaiaco (nei carpofori da me esaminati) è, da molto lenta a quasi nulla, al solfato di ferro rossiccio ruggine pallido, sulfovanillina rosso carminio scuro poi bruno rossastro.

## Habitat
Cresce sotto latifoglie, in prevalenza sotto Carpinus e sotto quercia.

## Commestibilità
Buon commestibile.

## Varietà
- La R. lilacea var. retispora Singer, ritenuta da Einhellinger un sinonimo del typus, è più piccola, circa 2–3 cm, ha spore reticolate e ife incrostate cilindracee o dilatate nella parte terminale.

## Sinonimi e binomi obsoleti
- Russula carnicolor (Bres.) Rea, Brit. basidiomyc. (Cambridge): 477 (1922)
- Russula lilacea var. carnicolor (Bres.) Sacc., Fung. trident. 2(8-10): 23 (1892)